# Минеева (деревня)
Минеева — деревня в Заларинском районе Иркутской области России. Входит в состав Новочеремховского муниципального образования. Находится примерно в 5 км к югу от районного центра.

## Население
По данным Всероссийской переписи, в 2010 году в деревне проживало 195 человек (90 мужчин и 105 женщин).